# Allenjoie
Allenjoie é uma comuna francesa na região administrativa de Borgonha-Franco-Condado, no departamento de Doubs. Estende-se por uma área de 6,56 km². Em 2010 a comuna tinha 754 habitantes (densidade: 114,9 hab./km²).